# 話
 (octobre 2020).
Si vous disposez d'ouvrages ou d'articles de référence ou si vous connaissez des sites web de qualité traitant du thème abordé ici, merci de compléter l'article en donnant les références utiles à sa vérifiabilité et en les liant à la section « Notes et références ».
話 (hana), est un idéogramme composé de treize traits et signifiant « mot », « parole » ou « langage ». Il est utilisé en tant que sinogramme et kanji japonais.
Son caractère Unicode est 8A71.

## Signification
- 話す (hanasu?) (lecture kun'yomi) : parler
- 話 (ワ, lecture on'yomi) : épisode
- 話し (hanashi?) (kun'yomi) : conversation, sujet